# كسكول المكسيك
كسكول المكسيك (الاسم العلمي Mexican cacique)، نوع من الكسكول. يكثر وجوده في المكسيك. يألف الغابات. ملجنه الحياتي جماعي. فوجه يعد من 20 إلى 30 زوجًا. جسمه أهيف الشكل يطول نحو 45 سم. ثوبة إلى السواد اللامع يعلوه مواج أخضر.